# Manuel Serifo Nhamadjo
Manuel Serifo Nhamadjo (1958. március 25. – Lisszabon, Portugália, 2020. március 17.) bissau-guineai politikus, a 2012-es katonai puccsot követően Bissau-Guinea ideiglenes elnöke 2012 és 2014 között, miután a hatalmat átvevő hadsereg és a politikai pártok megegyeztek az átmenetet irányító ügyvezető elnök személyéről.
2009-ben és 2012-ben is rövid ideig ellátta az Országos Népgyűlés elnöki teendőit, miközben Raimundo Pereira házelnök ideiglenes elnök lett João Bernardo Vieira meggyilkolása (2009) és Malam Bacai Sanhá hivatalban lévő elnök halála után (2012). Nhamadjo kilépett a kormányzópárt PAIGC-ből, hogy induljon a 2012-es elnökválasztáson, miután a párt az addigi miniszterelnököt, Carlos Gomes Júniort jelölte. Az első fordulóban végül a harmadik helyet szerezte meg, így nem jutott be a második fordulóba, amelynek megrendezésére már nem is kerülhetett sor az április 11-én végrehajtott katonai puccs miatt. A hadsereg és a politikai pártok megegyezése értelmében Manuel Serifo Nhamadjo átmeneti államfő lett a 2014-ben megtartott elnökválasztásig.